# Sixto Diaz Rodríguez
Sixto Diaz Rodríguez (anglès: Sixto Rodriguez)  (Detroit, 10 de juliol de 1942 - Detroit, 8 d'agost de 2023) era un músic i compositor folk estatunidenc. La seva carrera inicial va ser de curta durada, amb dos àlbums que no van obtenir cap mena d'èxit comercial a la dècada dels 70 i una breu gira a Austràlia, realitzada amb més pena que glòria. Sense saber-ho, però, el seu treball va obtenir un èxit fenomenal a Sud-àfrica durant el període de l'apartheid, tot i que entre els fans d'aquest país s'havia estès el rumor que Rodríguez s'havia suïcidat durant un concert, per la qual cosa ningú no mirà mai de contactar-hi.
Als anys 90, uns d'aquests fans van descobrir per sorpresa que era viu i van buscar-lo, i aconseguiren posar-se en contacte amb ell, cosa que va conduir a un renaixement inesperat de la seva carrera musical.
Aquesta història s'explica al documental Searching for Sugar Man, guanyador de l'Oscar al millor documental de 2013, pel·lícula que també ha contribuït a donar a l'artista la fama que no havia obtingut als anys 70.
El 9 de maig del 2013, Rodríguez va rebre un doctorat honoris causa en humanitats, concedit per la Universitat Estatal de Wayne (WSU) de Detroit, la seva ciutat. El 8 de juliol del 2013, va fer el que fins ara ha estat el seu únic concert en terres catalanoparlants, actuant al Poble Espanyol de Barcelona.

## Infància i joventut
Sixto Rodríguez va néixer a Detroit, Michigan. D'origen mexicà va ser anomenat Sixto perquè era el sisè fill de la família. Els seus pares pertanyien a la classe treballadora; el seu pare era un immigrant que havia arribat als EUA des de Mèxic en la dècada del 1920 i la seva mare tenia ancestres europeus i amerindis. La seva família es va unir a l'onada més gran de mexicans viatjant al centre del país per treballar a les principals indústries, especialment l'automobilística. En aquells anys, els immigrants mexicans de la zona s'havien d'enfrontar a períodes d'intensa alienació i marginació. Per aquest motiu, en la majoria de les seves cançons, Rodríguez pren una postura política sobre les crueltats que enfronten els barris marginals de la seva ciutat.
Sixto Rodríguez, però, va tenir una bona educació i es llicencià en filosofia per la Wayne State University al Monteith College.

## Inicis de carrera als Estats Units
El 1967, sota el nom de Rod Riguez, va llançar el senzill I'll Slip Away mitjançant la petita discogràfica Impact. Durant tres anys, Rodríguez no compon res, fins que signa amb Sussex Records, una branca de la discogràfica Buddah. Un cop comença a treballar per a Sussex, canvia el seu nom professional pel de Rodríguez. Amb aquest malnom, va gravar dos àlbums amb Sussex, Cold Fact l'any 1970 i Coming from Reality el 1971. Però després que tots dos van vendre molt poques còpies als EUA, la discogràfica el va acomiadar el desembre del 1975, tot just dues setmanes abans de Nadal. Curiosament, en la cançó Cause, Rodríguez tenia una estrofa que deia:
 Cause I lost my job two weeks before Christmas. And I talked to Jesus at the sewer, and the Pope said it was none of his God-damned business ("Com que em vaig quedar sense feina dues setmanes abans de Nadal, vaig anar a parlar amb Jesús a la claveguera i el sant pare em va dir que no era quelcom del seu maleït assumpte")
En el moment del seu acomiadament, Rodríguez estava completant el seu tercer àlbum.
Aquest fet va propiciar que Sixto decidís abandonar la seva carrera musical per establir-se a Detroit, la seva ciutat natal. Allà va treballar en diverses empreses del sector de la construcció, com ara la demolició, mantenint sempre un estatus socioeconòmic baix. Tot i el desencís, Sixto va seguir sent una persona políticament molt activa i implicada en la millora de la vida dels habitants de la classe treballadora de la ciutat. L'any 1989 es va presentar a les eleccions per ser regidor de la ciutat de Detroit.

## El fenomen sud-africà
Una vegada fracassada la seva carrera musical al seu país natal, Rodríguez va renunciar a la seva carrera com a músic. Tot i que era relativament desconegut al seu país d'origen, a mitjans dels setanta, els seus discos començaven a sonar amb molta força a Sud-àfrica, Botswana, Rhodèsia, Nova Zelanda i Austràlia.
Després que les còpies dels seus àlbums importades de Sussex es van acabar, un segell discogràfic australià, Blue Goose Music, va comprar els drets del seu catàleg a mitjans de la dècada del 1970. Blue Goose va llançar els dos àlbums d'estudi, a més d'un àlbum de compilació, anomenat At his best, amb gravacions inèdites del 1973: Can't Get Away, I'll Slip Away (un reenregistrament del seu primer senzill) i Street Boy.
Sense que Rodríguez en tingués coneixement, el seu millor moment va ser un disc de platí a Sud-àfrica, el lloc del món on més discs de Rodríguez s'han venut i on se'l compara amb contemporanis d'èxit com Bob Dylan i Cat Stevens. A més, algunes de les seves cançons van arribar a servir com a himnes antiapartheid a Sud-àfrica, on el seu treball va influenciar molts músics, especialment afrikaans, que protestaven contra la política i les mesures de segregació racial del govern. Activistes antiapartheid com Steve Biko foren grans fans de Rodríguez.
El 1991, els seus dos àlbums van ser llançats en CD a Sud-àfrica per primera vegada, la qual cosa va ajudar a perpetuar la seva fama. Val a dir que, a Rodríguez, la fama li arribà en una Sud-àfrica on el govern censurava pràcticament tota la informació que provenia de l'exterior, i on el país es trobava a conseqüència de les polítiques ètniques aïllat internacionalment. Això va fer, a part d'evitar que Rodríguez conegués la seva fama, que els fans de Rodríguez tinguessin molt pocs detalls de la seva vida, cosa que va fer que ràpidament correguessin múltiples rumors i creences sobre Rodríguez. Una d'aquestes era que el cantant s'havia suïcidat durant un concert en veure que la gent es reia d'ell, disparant-se un tret al cap.
Tot i la magnitud del seu èxit a l'estranger, la fama de Rodríguez a Sud-àfrica havia estat completament desconeguda als Estats Units fins que, l'any 1996, la filla gran es va trobar amb una pàgina web dedicada a ell.[ 10 ] Després d'entrar en contacte amb els autors de la pàgina web i conèixer el seu èxit als antípodes, Sixto va fer una primera gira per Sud-àfrica, i realitzà sis concerts al davant de milers de fans.

## Searching for Sugar Man
El 2012, el Festival de Cinema de Sundance va acollir l'estrena de la pel·lícula documental Searching for Sugar Man, del director suec Malik Bendjelloul, que detallava els esforços de dos fans sud-africans de Rodríguez per confirmar els rumors de la mort del cantant o, almenys, conèixer-ne les causes. La pel·lícula i la banda sonora, que conté un recull de temes dels àlbums de Rodríguez, a més d'una cançó inèdita del seu tercer àlbum, va guanyar el Premi BAFTA al millor documental el 10 de febrer de 2013 i, el 24 de febrer de 2013, va guanyar l'Oscar al millor documental. Rodríguez es va negar a assistir a la cerimònia del premi, ja que no volia eclipsar els èxits dels cineastes. En acceptar el premi, Chinn comentà aquesta generositat: "Això ho diu tot sobre aquest home i la seva història que vols saber". Malik Bendjelloul va dir també a l'escenari: "Gràcies a un dels més grans cantants de tots els temps, Rodríguez".

## Renaixement d'una carrera
Des de l'estrena de la pel·lícula Searching for Sugarman, l'any 2012, Rodríguez ha experimentat un creixent interès en els mitjans de comunicació i els aficionats musical als Estats Units, així com a Europa. Rodríguez ha aparegut en diferents programes de TV a nivell nacional estatunidenc com el Late Show de David Letterman, el 14 d'agost del 2012, on va interpretar Crucify Your Mind, i al The Tonight Show amb Jay Leno l'11 de gener del 2013.
També la CNN ha fet un reportatge que incloïa una entrevista amb Rodríguez, en què parlava de la seva vida i del ressorgiment de la seva carrera. El 7 d'octubre del 2012, Rodríguez aparegué al principal programa de notícies a nivell nacional, el 60 Minutes. El 18 de novembre del 2012, Rodríguez fou entrevistat pel Sunday Morning News del Regne Unit, en què també va tocar una cançó en els crèdits finals. Posteriorment, ha actuat a la BBC2 i ha estat entrevistat als Països Baixos.
El 3 de setembre del 2012, una petició a la plataforma Change.org proposava que Rodríguez rebés el Kennedy Center Honor. A més dels concerts a Austràlia, Sud-àfrica i Nova Zelanda, la gira 2013 de Rodríguez va incloure concerts als Estats Units com al Teatre Beacon de Nova York, al Coachella Valley Music and Arts Festival a Indi a Califòrnia, així com altres concerts a Europa, entre aquests, a Barcelona. També ha tocat al Festival de Glastonbury, a Anglaterra i va obrir l'edició de 2013 del prestigiós Festival de Jazz de Montreux. El 10 d'agost del 2013, Rodríguez fou el cap de cartell del Wilderness Festival al Regne Unit.
Quatre dècades després del seu últim àlbum, Rodríguez ha estat gravant noves cançons. Als 70 anys i ja convertit en un heroi de culte gràcies al documental Searching for Sugarman, Sixto s'ha tornat a reunir amb els seus antics productors.

## Discografia

### Àlbums
LPs d'estudi
- 1970: Cold Fact
- 1971: Coming from Reality

LP en directe
- 1981: Rodriguez Alive (Australia)
- 1998: Live Fact (South Africa)

Recopilacions
- 1976: After the Fact (reissue of Coming From Reality) (South Africa)
- 1977: At His Best (Australia)
- 1982: The Best of Rodriguez (South Africa)
- 2005: Sugarman: The Best of Rodriguez (South Africa)

### Singles
- 1967: "I'll Slip Away" b/w "You'd Like to Admit It" (as Rod Riguez)
- 1970: "Inner City Blues" b/w "Forget It"
- 1970: "To Whom It May Concern" b/w "I Think of You"
- 1977: "Sugar Man" b/w "Inner City Blues" (Australia)
- 1978: "Climb Up on My Music" b/w "To Whom It May Concern" (Australia)
- 2002: "Sugar Man" b/w "Tom Cat" (by Muddy Waters) (Australia)